# Afrothismia hydra
Afrothismia hydra är en enhjärtbladig växtart som beskrevs av Sainge och T.Franke. Afrothismia hydra ingår i släktet Afrothismia och familjen Burmanniaceae.
Artens utbredningsområde är Kamerun. Inga underarter finns listade i Catalogue of Life.